# فهرست فینال‌ها و قهرمانان جام لیبرتادورس
جام لیبرتادورس (به اسپانیایی: Copa Libertadores de América) یک تورنمنت بین‌المللی فوتبال سالانه‌است که کونمبول از سال ۱۹۶۰ برگزار می‌کند.
این مسابقات بعد از لیگ قهرمانان اروپا مهم‌ترین جام باشگاهی در سطح قاره‌ها می‌باشد.
قهرمان این مسابقات به جام باشگاه‌های فوتبال جهان صعود می‌کند.
لیبرتادورس معتبرترین مسابقات باشگاهی در منطقه آمریکای جنوبی و یکی از پربیننده‌ترین رویدادهای ورزشی دنیا است که در ۱۳۵ کشور دنیا علاقه‌مندانی دارد. تیم‌های مکزیکی هم از سال ۱۹۹۸ به این‌سو به این مسابقات دعوت می‌شوند.
لیبرتادورس (Libertadores) در اسپانیایی و پرتغالی به معنای آزادگران است و در اصطلاح به رهبران جنگ‌های استقلال آمریکای لاتین گفته می‌شود. نام این رویداد ورزشی برای تجلیل از یاد آن‌ها انتخاب شده‌است.

## فهرست فینال‌ها
| double-dagger | فینال در پلی‌آف مشخص شد |
| *             | ضربات پنالتی           |
| dagger        | وقت اضافه              |

- The "Year" column refers to the season the competition was held, and راهنما:فهرست/پیوندهاs to the article about that season.
- Finals are listed in the order they were played.

| سال                 | کشور     | قهرمان                            | نتیجه | نایب قهرمان                           | کشور     | ورزشگاه                                               | تماشاگر |
| ------------------- | -------- | --------------------------------- | ----- | ------------------------------------- | -------- | ----------------------------------------------------- | ------- |
| ۱۹۶۰                | اروگوئه  | باشگاه فوتبال پنیارول             | 1–0   | باشگاه ورزشی الیمپیا                  | پاراگوئه | ورزشگاه سنتناریو، مونته‌ویدئو                          | 44,690  |
| ۱۹۶۰                | اروگوئه  | باشگاه فوتبال پنیارول             | 1–1   | باشگاه ورزشی الیمپیا                  | پاراگوئه | Estadio de Puerto Sajonia, آسونسیون                   | 35,000  |
| ۱۹۶۱                | اروگوئه  | باشگاه فوتبال پنیارول             | 1–0   | باشگاه فوتبال پالمیراس                | برزیل    | ورزشگاه سنتناریو، مونته‌ویدئو                          | 64,376  |
| ۱۹۶۱                | اروگوئه  | باشگاه فوتبال پنیارول             | 1–1   | باشگاه فوتبال پالمیراس                | برزیل    | ورزشگاه پاکائمبو، سائو پائولو                         | 50,000  |
| ۱۹۶۲                | برزیل    | باشگاه فوتبال سانتوس              | 2–1   | باشگاه فوتبال پنیارول                 | اروگوئه  | ورزشگاه سنتناریو، مونته‌ویدئو                          | 48,105  |
| ۱۹۶۲                | برزیل    | باشگاه فوتبال سانتوس              | 2–3   | باشگاه فوتبال پنیارول                 | اروگوئه  | Vila Belmiro, سانتوس                                  | 18,000  |
| ۱۹۶۲                | برزیل    | باشگاه فوتبال سانتوس              | 3–0   | باشگاه فوتبال پنیارول                 | اروگوئه  | ورزشگاه مونومنتال آنتونیو وسپوسیو لیبرتی، بوئنوس آیرس | 60,000  |
| ۱۹۶۳                | برزیل    | باشگاه فوتبال سانتوس              | 3–2   | باشگاه فوتبال بوکا جونیورز            | آرژانتین | ورزشگاه ماراکانا، ریو دو ژانیرو                       | 100,000 |
| ۱۹۶۳                | برزیل    | باشگاه فوتبال سانتوس              | 2–1   | باشگاه فوتبال بوکا جونیورز            | آرژانتین | لا بومبونرا، بوئنوس آیرس                              | 50,000  |
| ۱۹۶۴                | آرژانتین | باشگاه اتلتیکو ایندپندینته        | 0–0   | باشگاه فوتبال ناسیونال (اروگوئه)      | اروگوئه  | ورزشگاه سنتناریو، مونته‌ویدئو                          | 60,000  |
| ۱۹۶۴                | آرژانتین | باشگاه اتلتیکو ایندپندینته        | 1–0   | باشگاه فوتبال ناسیونال (اروگوئه)      | اروگوئه  | La Doble Visera, آویاندا                              | 80,000  |
| ۱۹۶۵                | آرژانتین | باشگاه اتلتیکو ایندپندینته        | 1–0   | باشگاه فوتبال پنیارول                 | اروگوئه  | La Doble Visera, آویاندا                              | 45,000  |
| ۱۹۶۵                | آرژانتین | باشگاه اتلتیکو ایندپندینته        | 1–3   | باشگاه فوتبال پنیارول                 | اروگوئه  | ورزشگاه سنتناریو، مونته‌ویدئو                          | 45,000  |
| ۱۹۶۵                | آرژانتین | باشگاه اتلتیکو ایندپندینته        | 4–1   | باشگاه فوتبال پنیارول                 | اروگوئه  | ورزشگاه ملی خولیو مارتینز پرادانوس، سانتیاگو          | 40,000  |
| ۱۹۶۶                | اروگوئه  | باشگاه فوتبال پنیارول             | 2–0   | باشگاه فوتبال ریور پلاته              | آرژانتین | ورزشگاه سنتناریو، مونته‌ویدئو                          | 46,041  |
| ۱۹۶۶                | اروگوئه  | باشگاه فوتبال پنیارول             | 2–3   | باشگاه فوتبال ریور پلاته              | آرژانتین | ورزشگاه مونومنتال آنتونیو وسپوسیو لیبرتی، بوئنوس آیرس | 100,000 |
| ۱۹۶۶                | اروگوئه  | باشگاه فوتبال پنیارول             | 4–2   | باشگاه فوتبال ریور پلاته              | آرژانتین | ورزشگاه ملی خولیو مارتینز پرادانوس، سانتیاگو          | 40,240  |
| ۱۹۶۷                | آرژانتین | باشگاه فوتبال راسینگ کلوب آویاندا | 0–0   | باشگاه فوتبال ناسیونال (اروگوئه)      | اروگوئه  | Estadio Juan Domingo Perón, آویاندا                   | 55,000  |
| ۱۹۶۷                | آرژانتین | باشگاه فوتبال راسینگ کلوب آویاندا | 0–0   | باشگاه فوتبال ناسیونال (اروگوئه)      | اروگوئه  | ورزشگاه سنتناریو، مونته‌ویدئو                          | 60,000  |
| ۱۹۶۷                | آرژانتین | باشگاه فوتبال راسینگ کلوب آویاندا | 2–1   | باشگاه فوتبال ناسیونال (اروگوئه)      | اروگوئه  | ورزشگاه ملی خولیو مارتینز پرادانوس، سانتیاگو          | —       |
| ۱۹۶۸                | آرژانتین | باشگاه فوتبال استودیانتس          | 2–1   | باشگاه فوتبال پالمیراس                | برزیل    | Estadio Jorge Luis Hirschi, لا پلاتا                  | 35,000  |
| ۱۹۶۸                | آرژانتین | باشگاه فوتبال استودیانتس          | 1–3   | باشگاه فوتبال پالمیراس                | برزیل    | ورزشگاه پاکائمبو، سائو پائولو                         | 40,000  |
| ۱۹۶۸                | آرژانتین | باشگاه فوتبال استودیانتس          | 2–0   | باشگاه فوتبال پالمیراس                | برزیل    | ورزشگاه سنتناریو، مونته‌ویدئو                          | 55,000  |
| ۱۹۶۹                | آرژانتین | باشگاه فوتبال استودیانتس          | 1–0   | باشگاه فوتبال ناسیونال (اروگوئه)      | اروگوئه  | ورزشگاه سنتناریو، مونته‌ویدئو                          | 65,000  |
| ۱۹۶۹                | آرژانتین | باشگاه فوتبال استودیانتس          | 2–0   | باشگاه فوتبال ناسیونال (اروگوئه)      | اروگوئه  | Estadio Jorge Luis Hirschi, لا پلاتا                  | 55,000  |
| ۱۹۷۰                | آرژانتین | باشگاه فوتبال استودیانتس          | 1–0   | باشگاه فوتبال پنیارول                 | اروگوئه  | Estadio Jorge Luis Hirschi, لا پلاتا                  | 40,000  |
| ۱۹۷۰                | آرژانتین | باشگاه فوتبال استودیانتس          | 0–0   | باشگاه فوتبال پنیارول                 | اروگوئه  | ورزشگاه سنتناریو، مونته‌ویدئو                          | 60,000  |
| ۱۹۷۱                | اروگوئه  | باشگاه فوتبال ناسیونال (اروگوئه)  | 0–1   | باشگاه فوتبال استودیانتس              | آرژانتین | Estadio Jorge Luis Hirschi, لا پلاتا                  | 30,000  |
| ۱۹۷۱                | اروگوئه  | باشگاه فوتبال ناسیونال (اروگوئه)  | 1–0   | باشگاه فوتبال استودیانتس              | آرژانتین | ورزشگاه سنتناریو، مونته‌ویدئو                          | 70,000  |
| ۱۹۷۱                | اروگوئه  | باشگاه فوتبال ناسیونال (اروگوئه)  | 2–0   | باشگاه فوتبال استودیانتس              | آرژانتین | Estadio Nacional, لیما                                | —       |
| ۱۹۷۲                | آرژانتین | باشگاه اتلتیکو ایندپندینته        | 0–0   | باشگاه فوتبال اونیورسیتاریو ده دپورتس | پرو      | Estadio Nacional, لیما                                | 45,000  |
| ۱۹۷۲                | آرژانتین | باشگاه اتلتیکو ایندپندینته        | 2–1   | باشگاه فوتبال اونیورسیتاریو ده دپورتس | پرو      | La Doble Visera, آویاندا                              | 55,000  |
| ۱۹۷۳                | آرژانتین | باشگاه اتلتیکو ایندپندینته        | 1–1   | باشگاه فوتبال کولو-کولو               | شیلی     | La Doble Visera, آویاندا                              | 40,000  |
| ۱۹۷۳                | آرژانتین | باشگاه اتلتیکو ایندپندینته        | 0–0   | باشگاه فوتبال کولو-کولو               | شیلی     | ورزشگاه ملی خولیو مارتینز پرادانوس، سانتیاگو          | 80,000  |
| ۱۹۷۳                | آرژانتین | باشگاه اتلتیکو ایندپندینته        | 2–1   | باشگاه فوتبال کولو-کولو               | شیلی     | ورزشگاه سنتناریو، مونته‌ویدئو                          | —       |
| ۱۹۷۴                | آرژانتین | باشگاه اتلتیکو ایندپندینته        | 1–2   | باشگاه فوتبال سائو پائولو             | برزیل    | ورزشگاه پاکائمبو، سائو پائولو                         | 50,000  |
| ۱۹۷۴                | آرژانتین | باشگاه اتلتیکو ایندپندینته        | 2–0   | باشگاه فوتبال سائو پائولو             | برزیل    | La Doble Visera, آویاندا                              | 55,000  |
| ۱۹۷۴                | آرژانتین | باشگاه اتلتیکو ایندپندینته        | 1–0   | باشگاه فوتبال سائو پائولو             | برزیل    | ورزشگاه ملی خولیو مارتینز پرادانوس، سانتیاگو          | 60,000  |
| ۱۹۷۵                | آرژانتین | باشگاه اتلتیکو ایندپندینته        | 0–1   | Unión Española                        | شیلی     | ورزشگاه ملی خولیو مارتینز پرادانوس، سانتیاگو          | 43,200  |
| ۱۹۷۵                | آرژانتین | باشگاه اتلتیکو ایندپندینته        | 3–1   | Unión Española                        | شیلی     | La Doble Visera, آویاندا                              | 60,000  |
| ۱۹۷۵                | آرژانتین | باشگاه اتلتیکو ایندپندینته        | 2–0   | Unión Española                        | شیلی     | Estadio Defensores del Chaco, آسونسیون                | —       |
| ۱۹۷۶                | برزیل    | باشگاه ورزشی کروزیرو              | 4–1   | باشگاه فوتبال ریور پلاته              | آرژانتین | ورزشگاه مینیرو، بلو هوریزونته                         | 58,720  |
| ۱۹۷۶                | برزیل    | باشگاه ورزشی کروزیرو              | 1–2   | باشگاه فوتبال ریور پلاته              | آرژانتین | ورزشگاه مونومنتال آنتونیو وسپوسیو لیبرتی، بوئنوس آیرس | 90,000  |
| ۱۹۷۶                | برزیل    | باشگاه ورزشی کروزیرو              | 3–2   | باشگاه فوتبال ریور پلاته              | آرژانتین | ورزشگاه ملی خولیو مارتینز پرادانوس، سانتیاگو          | 40,000  |
| ۱۹۷۷                | آرژانتین | باشگاه فوتبال بوکا جونیورز        | 1–0   | باشگاه ورزشی کروزیرو                  | برزیل    | لا بومبونرا، بوئنوس آیرس                              | 60,000  |
| ۱۹۷۷                | آرژانتین | باشگاه فوتبال بوکا جونیورز        | 0–1   | باشگاه ورزشی کروزیرو                  | برزیل    | ورزشگاه مینیرو، بلو هوریزونته                         | 80,000  |
| ۱۹۷۷                | آرژانتین | باشگاه فوتبال بوکا جونیورز        | 0–0*  | باشگاه ورزشی کروزیرو                  | برزیل    | ورزشگاه سنتناریو، مونته‌ویدئو                          | 60,000  |
| ۱۹۷۸                | آرژانتین | باشگاه فوتبال بوکا جونیورز        | 0–0   | باشگاه ورزشی دیپورتیوو کالی           | کلمبیا   | Estadio Olímpico Pascual Guerrero, کالی (شهر)         | 50,000  |
| ۱۹۷۸                | آرژانتین | باشگاه فوتبال بوکا جونیورز        | 4–0   | باشگاه ورزشی دیپورتیوو کالی           | کلمبیا   | لا بومبونرا، بوئنوس آیرس                              | 80,000  |
| ۱۹۷۹                | پاراگوئه | باشگاه ورزشی الیمپیا              | 2–0   | باشگاه فوتبال بوکا جونیورز            | آرژانتین | Estadio Defensores del Chaco, آسونسیون                | 50,000  |
| ۱۹۷۹                | پاراگوئه | باشگاه ورزشی الیمپیا              | 0–0   | باشگاه فوتبال بوکا جونیورز            | آرژانتین | لا بومبونرا، بوئنوس آیرس                              | 65,000  |
| ۱۹۸۰                | اروگوئه  | باشگاه فوتبال ناسیونال (اروگوئه)  | 0–0   | باشگاه ورزشی اینترناسیونال            | برزیل    | ورزشگاه بیرا ریو، پورتو آلگری                         | 70,000  |
| ۱۹۸۰                | اروگوئه  | باشگاه فوتبال ناسیونال (اروگوئه)  | 1–0   | باشگاه ورزشی اینترناسیونال            | برزیل    | ورزشگاه سنتناریو، مونته‌ویدئو                          | 65,000  |
| ۱۹۸۱                | برزیل    | باشگاه فوتبال فلامینگو            | 2–1   | Cobreloa                              | شیلی     | ورزشگاه ماراکانا، ریو دو ژانیرو                       | 93,985  |
| ۱۹۸۱                | برزیل    | باشگاه فوتبال فلامینگو            | 0–1   | Cobreloa                              | شیلی     | ورزشگاه ملی خولیو مارتینز پرادانوس، سانتیاگو          | 61,721  |
| ۱۹۸۱                | برزیل    | باشگاه فوتبال فلامینگو            | 2–0   | Cobreloa                              | شیلی     | ورزشگاه سنتناریو، مونته‌ویدئو                          | 30,200  |
| ۱۹۸۲                | اروگوئه  | باشگاه فوتبال پنیارول             | 0–0   | Cobreloa                              | شیلی     | ورزشگاه سنتناریو، مونته‌ویدئو                          | 55,248  |
| ۱۹۸۲                | اروگوئه  | باشگاه فوتبال پنیارول             | 1–0   | Cobreloa                              | شیلی     | ورزشگاه ملی خولیو مارتینز پرادانوس، سانتیاگو          | 70,400  |
| ۱۹۸۳                | برزیل    | باشگاه فوتبال گرمیو               | 1–1   | باشگاه فوتبال پنیارول                 | اروگوئه  | ورزشگاه سنتناریو، مونته‌ویدئو                          | 70,000  |
| ۱۹۸۳                | برزیل    | باشگاه فوتبال گرمیو               | 2–1   | باشگاه فوتبال پنیارول                 | اروگوئه  | Estádio Olímpico Monumental, پورتو آلگری              | 80,000  |
| ۱۹۸۴                | آرژانتین | باشگاه اتلتیکو ایندپندینته        | 1–0   | باشگاه فوتبال گرمیو                   | برزیل    | Estádio Olímpico Monumental, پورتو آلگری              | —       |
| ۱۹۸۴                | آرژانتین | باشگاه اتلتیکو ایندپندینته        | 0–0   | باشگاه فوتبال گرمیو                   | برزیل    | La Doble Visera, آویاندا                              | —       |
| ۱۹۸۵                | آرژانتین | باشگاه فوتبال آرژانتینوس جونیورز  | 1–0   | América de Cali                       | کلمبیا   | ورزشگاه مونومنتال آنتونیو وسپوسیو لیبرتی، بوئنوس آیرس | —       |
| ۱۹۸۵                | آرژانتین | باشگاه فوتبال آرژانتینوس جونیورز  | 0–1   | América de Cali                       | کلمبیا   | Estadio Olímpico Pascual Guerrero, کالی (شهر)         | 35,350  |
| ۱۹۸۵                | آرژانتین | باشگاه فوتبال آرژانتینوس جونیورز  | 1–1*  | América de Cali                       | کلمبیا   | Estadio Defensores del Chaco, آسونسیون                | —       |
| ۱۹۸۶                | آرژانتین | باشگاه فوتبال ریور پلاته          | 2–1   | América de Cali                       | کلمبیا   | Estadio Olímpico Pascual Guerrero, کالی (شهر)         | 50,000  |
| ۱۹۸۶                | آرژانتین | باشگاه فوتبال ریور پلاته          | 1–0   | América de Cali                       | کلمبیا   | ورزشگاه مونومنتال آنتونیو وسپوسیو لیبرتی، بوئنوس آیرس | 74,300  |
| ۱۹۸۷                | اروگوئه  | باشگاه فوتبال پنیارول             | 0–2   | América de Cali                       | کلمبیا   | Estadio Olímpico Pascual Guerrero, کالی (شهر)         | 65,000  |
| ۱۹۸۷                | اروگوئه  | باشگاه فوتبال پنیارول             | 2–1   | América de Cali                       | کلمبیا   | ورزشگاه سنتناریو، مونته‌ویدئو                          | 60,000  |
| ۱۹۸۷                | اروگوئه  | باشگاه فوتبال پنیارول             | 1–0   | América de Cali                       | کلمبیا   | ورزشگاه ملی خولیو مارتینز پرادانوس، سانتیاگو          | 25,000  |
| ۱۹۸۸                | اروگوئه  | باشگاه فوتبال ناسیونال (اروگوئه)  | 0–1   | باشگاه فوتبال نیولز اولد بویز         | آرژانتین | El Coloso del Parque, روساریو، سانتا فه               | 45,000  |
| ۱۹۸۸                | اروگوئه  | باشگاه فوتبال ناسیونال (اروگوئه)  | 3–0   | باشگاه فوتبال نیولز اولد بویز         | آرژانتین | ورزشگاه سنتناریو، مونته‌ویدئو                          | 75,000  |
| ۱۹۸۹                | کلمبیا   | اتلتیکو ناسیونال                  | 0–2   | باشگاه ورزشی الیمپیا                  | پاراگوئه | Estadio Defensores del Chaco, آسونسیون                | —       |
| ۱۹۸۹                | کلمبیا   | اتلتیکو ناسیونال                  | ۲–۰*  | باشگاه ورزشی الیمپیا                  | پاراگوئه | Estadio El Campín, بوگوتا                             | —       |
| ۱۹۹۰                | پاراگوئه | باشگاه ورزشی الیمپیا              | 2–0   | باشگاه ورزشی بارسلونا                 | اکوادور  | Estadio Defensores del Chaco, آسونسیون                | —       |
| ۱۹۹۰                | پاراگوئه | باشگاه ورزشی الیمپیا              | 1–1   | باشگاه ورزشی بارسلونا                 | اکوادور  | ورزشگاه مونومنتال لسیدرو رومرو کاربو، گوایاکیل        | —       |
| ۱۹۹۱                | شیلی     | باشگاه فوتبال کولو-کولو           | 0–0   | باشگاه ورزشی الیمپیا                  | پاراگوئه | Estadio Defensores del Chaco, آسونسیون                | 48,000  |
| ۱۹۹۱                | شیلی     | باشگاه فوتبال کولو-کولو           | 3–0   | باشگاه ورزشی الیمپیا                  | پاراگوئه | Estadio Monumental David Arellano, سانتیاگو           | 66,517  |
| ۱۹۹۲                | برزیل    | باشگاه فوتبال سائو پائولو         | 0–1   | باشگاه فوتبال نیولز اولد بویز         | آرژانتین | El Coloso del Parque, روساریو، سانتا فه               | 35,000  |
| ۱۹۹۲                | برزیل    | باشگاه فوتبال سائو پائولو         | ۱–۰*  | باشگاه فوتبال نیولز اولد بویز         | آرژانتین | Estádio do Morumbi, سائو پائولو                       | 105,185 |
| ۱۹۹۳                | برزیل    | باشگاه فوتبال سائو پائولو         | 5–1   | Universidad Católica                  | شیلی     | Estádio do Morumbi, سائو پائولو                       | 99,000  |
| ۱۹۹۳                | برزیل    | باشگاه فوتبال سائو پائولو         | 0–2   | Universidad Católica                  | شیلی     | ورزشگاه ملی خولیو مارتینز پرادانوس، سانتیاگو          | 50,000  |
| ۱۹۹۴                | آرژانتین | باشگاه فوتبال ولز سارسفیلد        | 1–0   | باشگاه فوتبال سائو پائولو             | برزیل    | ورزشگاه خوزه آمالفیتانی، بوئنوس آیرس                  | 35,000  |
| ۱۹۹۴                | آرژانتین | باشگاه فوتبال ولز سارسفیلد        | ۰–۱*  | باشگاه فوتبال سائو پائولو             | برزیل    | Estádio do Morumbi, سائو پائولو                       | 90,000  |
| ۱۹۹۵                | برزیل    | باشگاه فوتبال گرمیو               | 3–1   | اتلتیکو ناسیونال                      | کلمبیا   | Estádio Olímpico Monumental, پورتو آلگری              | —       |
| ۱۹۹۵                | برزیل    | باشگاه فوتبال گرمیو               | 1–1   | اتلتیکو ناسیونال                      | کلمبیا   | مجموعه ورزشی آتاناسیو ژیراردوت، مدئین                 | —       |
| ۱۹۹۶                | آرژانتین | باشگاه فوتبال ریور پلاته          | 0–1   | América de Cali                       | کلمبیا   | Estadio Olímpico Pascual Guerrero, کالی (شهر)         | —       |
| ۱۹۹۶                | آرژانتین | باشگاه فوتبال ریور پلاته          | 2–0   | América de Cali                       | کلمبیا   | ورزشگاه مونومنتال آنتونیو وسپوسیو لیبرتی، بوئنوس آیرس | —       |
| ۱۹۹۷                | برزیل    | باشگاه ورزشی کروزیرو              | 0–0   | باشگاه فوتبال اسپورتینگ کریستال       | پرو      | Estadio Nacional, لیما                                | 45,000  |
| ۱۹۹۷                | برزیل    | باشگاه ورزشی کروزیرو              | 1–0   | باشگاه فوتبال اسپورتینگ کریستال       | پرو      | ورزشگاه مینیرو، بلو هوریزونته                         | 95,472  |
| ۱۹۹۸                | برزیل    | باشگاه ورزشی واسکو دوگاما         | 2–0   | باشگاه ورزشی بارسلونا                 | اکوادور  | Estádio São Januário, ریو دو ژانیرو                   | 35,000  |
| ۱۹۹۸                | برزیل    | باشگاه ورزشی واسکو دوگاما         | 2–1   | باشگاه ورزشی بارسلونا                 | اکوادور  | ورزشگاه مونومنتال لسیدرو رومرو کاربو، گوایاکیل        | 72,000  |
| ۱۹۹۹                | برزیل    | باشگاه فوتبال پالمیراس            | 0–1   | باشگاه ورزشی دیپورتیوو کالی           | کلمبیا   | Estadio Olímpico Pascual Guerrero, کالی (شهر)         | 46,000  |
| ۱۹۹۹                | برزیل    | باشگاه فوتبال پالمیراس            | ۲–۱*  | باشگاه ورزشی دیپورتیوو کالی           | کلمبیا   | Estádio Palestra Itália, سائو پائولو                  | 32,000  |
| ۲۰۰۰                | آرژانتین | باشگاه فوتبال بوکا جونیورز        | 2–2   | باشگاه فوتبال پالمیراس                | برزیل    | لا بومبونرا، بوئنوس آیرس                              | 50,580  |
| ۲۰۰۰                | آرژانتین | باشگاه فوتبال بوکا جونیورز        | ۰–۰*  | باشگاه فوتبال پالمیراس                | برزیل    | Estádio do Morumbi, سائو پائولو                       | 75,000  |
| ۲۰۰۱                | آرژانتین | باشگاه فوتبال بوکا جونیورز        | 1–0   | باشگاه فوتبال کروز آزول               | مکزیک    | ورزشگاه آزتکا، مکزیکوسیتی                             | 115,000 |
| ۲۰۰۱                | آرژانتین | باشگاه فوتبال بوکا جونیورز        | ۰–۱*  | باشگاه فوتبال کروز آزول               | مکزیک    | لا بومبونرا، بوئنوس آیرس                              | 60,000  |
| ۲۰۰۲                | پاراگوئه | باشگاه ورزشی الیمپیا              | 0–1   | باشگاه ورزشی سائو کتانو               | برزیل    | Estadio Defensores del Chaco, آسونسیون                | 40,000  |
| ۲۰۰۲                | پاراگوئه | باشگاه ورزشی الیمپیا              | ۲–۱*  | باشگاه ورزشی سائو کتانو               | برزیل    | ورزشگاه پاکائمبو، سائو پائولو                         | 55,000  |
| ۲۰۰۳                | آرژانتین | باشگاه فوتبال بوکا جونیورز        | 2–0   | باشگاه فوتبال سانتوس                  | برزیل    | لا بومبونرا، بوئنوس آیرس                              | 57,000  |
| ۲۰۰۳                | آرژانتین | باشگاه فوتبال بوکا جونیورز        | 3–1   | باشگاه فوتبال سانتوس                  | برزیل    | Estádio do Morumbi, سائو پائولو                       | 75,000  |
| ۲۰۰۴                | کلمبیا   | باشگاه فوتبال اونس کالداس         | 0–0   | باشگاه فوتبال بوکا جونیورز            | آرژانتین | لا بومبونرا، بوئنوس آیرس                              | 57,000  |
| ۲۰۰۴                | کلمبیا   | باشگاه فوتبال اونس کالداس         | ۱–۱*  | باشگاه فوتبال بوکا جونیورز            | آرژانتین | Estadio Palogrande, مانیسالس                          | —       |
| ۲۰۰۵                | برزیل    | باشگاه فوتبال سائو پائولو         | 1–1   | باشگاه فوتبال اتلتیکو پارانائنزه      | برزیل    | ورزشگاه بیرا ریو، پورتو آلگری                         | 35,000  |
| ۲۰۰۵                | برزیل    | باشگاه فوتبال سائو پائولو         | 4–0   | باشگاه فوتبال اتلتیکو پارانائنزه      | برزیل    | Estádio do Morumbi, سائو پائولو                       | 80,000  |
| ۲۰۰۶                | برزیل    | باشگاه ورزشی اینترناسیونال        | 2–1   | باشگاه فوتبال سائو پائولو             | برزیل    | Estádio do Morumbi, سائو پائولو                       | 71,745  |
| ۲۰۰۶                | برزیل    | باشگاه ورزشی اینترناسیونال        | 2–2   | باشگاه فوتبال سائو پائولو             | برزیل    | ورزشگاه بیرا ریو، پورتو آلگری                         | 55,000  |
| ۲۰۰۷                | آرژانتین | باشگاه فوتبال بوکا جونیورز        | 3–0   | باشگاه فوتبال گرمیو                   | برزیل    | لا بومبونرا، بوئنوس آیرس                              | 39,993  |
| ۲۰۰۷                | آرژانتین | باشگاه فوتبال بوکا جونیورز        | 2–0   | باشگاه فوتبال گرمیو                   | برزیل    | Estádio Olímpico Monumental, پورتو آلگری              | 55,000  |
| ۲۰۰۸                | اکوادور  | باشگاه فوتبال ال‌دی‌یو کیتو         | 4–2   | باشگاه فوتبال فلومیننزه               | برزیل    | Estadio Casa Blanca, کیتو                             | 45,000  |
| ۲۰۰۸                | اکوادور  | باشگاه فوتبال ال‌دی‌یو کیتو         | ۱–۳*  | باشگاه فوتبال فلومیننزه               | برزیل    | ورزشگاه ماراکانا، ریو دو ژانیرو                       | 86,027  |
| ۲۰۰۹                | آرژانتین | باشگاه فوتبال استودیانتس          | 0–0   | باشگاه ورزشی کروزیرو                  | برزیل    | Estadio Ciudad de La Plata, لا پلاتا                  | 52,000  |
| ۲۰۰۹                | آرژانتین | باشگاه فوتبال استودیانتس          | 2–1   | باشگاه ورزشی کروزیرو                  | برزیل    | ورزشگاه مینیرو، بلو هوریزونته                         | 70,000  |
| ۲۰۱۰                | برزیل    | باشگاه ورزشی اینترناسیونال        | 2–1   | باشگاه فوتبال گوادالاخارا             | مکزیک    | ورزشگاه آکرون، گوادالاخارا، خالیسکو                   | 49,500  |
| ۲۰۱۰                | برزیل    | باشگاه ورزشی اینترناسیونال        | 3–2   | باشگاه فوتبال گوادالاخارا             | مکزیک    | ورزشگاه بیرا ریو، پورتو آلگری                         | 56,000  |
| ۲۰۱۱                | برزیل    | باشگاه فوتبال سانتوس              | 0–0   | باشگاه فوتبال پنیارول                 | اروگوئه  | ورزشگاه سنتناریو، مونته‌ویدئو                          | 65,000  |
| ۲۰۱۱                | برزیل    | باشگاه فوتبال سانتوس              | 2–1   | باشگاه فوتبال پنیارول                 | اروگوئه  | ورزشگاه پاکائمبو، سائو پائولو                         | 40,200  |
| ۲۰۱۲                | برزیل    | باشگاه فوتبال کورینتیانس          | 1–1   | باشگاه فوتبال بوکا جونیورز            | آرژانتین | لا بومبونرا، بوئنوس آیرس                              | 51,901  |
| ۲۰۱۲                | برزیل    | باشگاه فوتبال کورینتیانس          | 2–0   | باشگاه فوتبال بوکا جونیورز            | آرژانتین | ورزشگاه پاکائمبو، سائو پائولو                         | 37,959  |
| ۲۰۱۳                | برزیل    | باشگاه فوتبال اتلتیکو مینیرو      | 0–2   | باشگاه ورزشی الیمپیا                  | پاراگوئه | Estadio Defensores del Chaco, آسونسیون                | 35,000  |
| ۲۰۱۳                | برزیل    | باشگاه فوتبال اتلتیکو مینیرو      | ۲–۰*  | باشگاه ورزشی الیمپیا                  | پاراگوئه | ورزشگاه مینیرو، بلو هوریزونته                         | 56,557  |
| ۲۰۱۴                | آرژانتین | باشگاه ورزشی سن لورنسو آلماگرو    | 1–1   | باشگاه فوتبال ناسیونال پاراگوئه       | پاراگوئه | Estadio Defensores del Chaco, آسونسیون                | 35,000  |
| ۲۰۱۴                | آرژانتین | باشگاه ورزشی سن لورنسو آلماگرو    | 1–0   | باشگاه فوتبال ناسیونال پاراگوئه       | پاراگوئه | Estadio Pedro Bidegain, بوئنوس آیرس                   | 42,000  |
| ۲۰۱۵                | آرژانتین | باشگاه فوتبال ریور پلاته          | 0–0   | باشگاه فوتبال تیگرس اونال             | مکزیک    | ورزشگاه یونیورسیتاریو، سن نیکولاس د لوس گارزا         | 42,000  |
| ۲۰۱۵                | آرژانتین | باشگاه فوتبال ریور پلاته          | 3–0   | باشگاه فوتبال تیگرس اونال             | مکزیک    | ورزشگاه مونومنتال آنتونیو وسپوسیو لیبرتی، بوئنوس آیرس | 70,000  |
| ۲۰۱۶                | کلمبیا   | اتلتیکو ناسیونال                  | 1–1   | باشگاه فوتبال ایندپندینته دل‌وایه      | اکوادور  | Estadio Olímpico Atahualpa, کیتو                      | 38,500  |
| ۲۰۱۶                | کلمبیا   | اتلتیکو ناسیونال                  | 1–0   | باشگاه فوتبال ایندپندینته دل‌وایه      | اکوادور  | مجموعه ورزشی آتاناسیو ژیراردوت، مدئین                 | 45,000  |
| ۲۰۱۷                | برزیل    | باشگاه فوتبال گرمیو               | 1–0   | باشگاه فوتبال لانوس                   | آرژانتین | ورزشگاه گرمیو، پورتو آلگری                            | 55,188  |
| ۲۰۱۷                | برزیل    | باشگاه فوتبال گرمیو               | 2–1   | باشگاه فوتبال لانوس                   | آرژانتین | Estadio Ciudad de Lanús, لانوس                        | 45,000  |
| ۲۰۱۸                | آرژانتین | باشگاه فوتبال ریور پلاته          | ۲۰۱۸  | باشگاه فوتبال بوکا جونیورز            | آرژانتین | لا بومبونرا، بوئنوس آیرس                              | 49,000  |
| ۲۰۱۸                | آرژانتین | باشگاه فوتبال ریور پلاته          | ۲۰۱۸  | باشگاه فوتبال بوکا جونیورز            | آرژانتین | ورزشگاه سانتیاگو برنابئو، مادرید                      | 62,282  |
| Single match format |          |                                   |       |                                       |          |                                                       |         |
| ۲۰۱۹                | برزیل    | باشگاه فوتبال فلامینگو            | ۲۰۱۹  | باشگاه فوتبال ریور پلاته              | آرژانتین | Estadio Monumental, لیما                              | 78,573  |
| ۲۰۲۰                | برزیل    | باشگاه فوتبال پالمیراس            | 1–0   | باشگاه فوتبال سانتوس                  | برزیل    | ورزشگاه ماراکانا، ریو دو ژانیرو                       | 5,000   |
| ۲۰۲۱                | برزیل    | باشگاه فوتبال پالمیراس            | 2–1   | باشگاه فوتبال فلامینگو                | برزیل    | ورزشگاه سنتناریو، مونته‌ویدئو                          | 55,023  |
| ۲۰۲۲                | برزیل    | باشگاه فوتبال فلامینگو            | 1–0   | باشگاه فوتبال اتلتیکو پارانائنزه      | برزیل    | ورزشگاه مونومنتال لسیدرو رومرو کاربو، گوایاکیل        |         |

## رده‌بندی تیم‌ها براساس افتخارات کسب شده (قهرمان و نایب قهرمان)
| رده‌بندی تیم‌ها براساس عملکرد در فینال جام لیبرتادورس |        |     |                                          |                              |
| تیم                                                 | قهرمان | دوم | فصل قهرمانی                              | فصل دوم شدن                  |
| اتلتیکو ایندپندینته                                 | 7      | 0   | 1964, 1965, 1972, 1973, 1974, 1975, ۱۹۸۴ | —                            |
| بوکا جونیورز                                        | 6      | 5   | 1977, 1978, 2000, 2001, 2003, 2007       | 1963, 1979, 2004, 2012, ۲۰۱۸ |
| پنیارول                                             | 5      | 5   | 1960, 1961, 1966, 1982, 1987             | 1962, 1965, 1970, 1983, ۲۰۱۱ |
| ریور پلاته                                          | 4      | 3   | 1986, 1996, 2015, 2018                   | 1966, ۱۹۷۶,۲۰۱۹              |
| استودیانتس                                          | 4      | 1   | 1968, 1969, 1970, 2009                   | ۱۹۷۱                         |
| المپیا                                              | 3      | 4   | 1979, 1990, 2002                         | 1960, 1989, 1991, ۲۰۱۳       |
| ناسیونال اروگوئه                                    | 3      | 3   | 1971, 1980, 1988                         | 1964, 1967, ۱۹۶۹             |
| سائو پائولو                                         | 3      | 3   | 1992, 1993, 2005                         | 1974, 1994, ۲۰۰۶             |
| گرمیو                                               | 3      | 2   | 1983, 1995, 2017                         | 1984, ۲۰۰۷                   |
| سانتوس                                              | 3      | 2   | 1962, 1963, ۲۰۱۱                         | ۲۰۰۳، ۲۰۲۰                   |
| پالمیراس                                            | 3      | 3   | ۱۹۹۹، ۲۰۲۰،۲۰۲۱                          | 1961, 1968, ۲۰۰۰             |
| کروزیرو                                             | 2      | 2   | 1976, 1997                               | 1977, ۲۰۰۹                   |
| اینترناسیونال                                       | 2      | 1   | 2006, 2010                               | ۱۹۸۰                         |
| اتلتیکو ناسیونال                                    | 2      | 1   | 1989, 2016                               | ۱۹۹۵                         |
| فلامینگو                                            | 3      | 1   | ۲۰۲۲،۲۰۱۹٬۱۹۸۱                           | ۲۰۲۱                         |
| کولو-کولو                                           | 1      | 1   | 1991                                     | ۱۹۷۳                         |
| راسینگ کلوب آویاندا                                 | 1      | 0   | ۱۹۶۷                                     | —                            |
| آرژانتینوس جونیورز                                  | 1      | 0   | ۱۹۸۵                                     | —                            |
| ولز سارسفیلد                                        | 1      | 0   | ۱۹۹۴                                     | —                            |
| واسکو دوگاما                                        | 1      | 0   | ۱۹۹۸                                     | —                            |
| باشگاه فوتبال اونس کالداس                           | 1      | 0   | ۲۰۰۴                                     | —                            |
| ال‌دی‌یو کیتو                                         | 1      | 0   | ۲۰۰۸                                     | —                            |
| کورینتیانس                                          | 1      | 0   | ۲۰۱۲                                     | —                            |
| اتلتیکو مینیرو                                      | 1      | 0   | ۲۰۱۳                                     | —                            |
| سن لورنسو آلماگرو                                   | 1      | 0   | ۲۰۱۴                                     | —                            |

## قهرمانان بر اساس کشور

### عملکرد براساس کشورها
| کشور     | قهرمان | دوم |
| -------- | ------ | --- |
| آرژانتین | 25     | 12  |
| برزیل    | 22     | 18  |
| اروگوئه  | 8      | 8   |
| کلمبیا   | 3      | 7   |
| پاراگوئه | 3      | 5   |
| شیلی     | 1      | 5   |
| اکوادور  | 1      | 3   |
| مکزیک    | 0      | 3   |
| پرو      | 0      | 2   |
| بولیوی   | 0      | 0   |
| ونزوئلا  | 0      | 0   |

## قهرمانان به ترتیب سال
۱۹۶۰:پنیارول
۱۹۶۱:پنیارول
۱۹۶۲:سانتوس
۱۹۶۳:سانتوس
۱۹۶۴:اتلتیکو ایندپندینته
۱۹۶۵:اتلتیکو
 ایندپندینته
۱۹۶۶:پنیارول
۱۹۶۷:راسینگ کلوب آویاندا
۱۹۶۸:استودیانتس
۱۹۶۹:استودیانتس
۱۹۷۰:استودیانتس
۱۹۷۱:ناسیونال اروگوئه
۱۹۷۲:اتلتیکو ایندپندینته
۱۹۷۳:اتلتیکو ایندپندینته
۱۹۷۴:اتلتیکو ایندپندینته
۱۹۷۵:اتلتیکو ایندپندینته
۱۹۷۶:کروزیرو
۱۹۷۷:بوکا جونیورز
۱۹۷۸:بوکا جونیورز
۱۹۷۹:الیمپیا
۱۹۸۰:ناسیونال اروگوئه
۱۹۸۱:فلامینگو
۱۹۸۲:پنیارول
۱۹۸۳:باشگاه فوتبال گرمیو
۱۹۸۴:اتلتیکو ایندپندینته
۱۹۸۵:اتلتیکو ایندپندینته
۱۹۸۶:ریوپلاته
۱۹۸۷:پنیارول
۱۹۸۸:باشگاه فوتبال ناسیونال اروگوئه
۱۹۸۹:اتلتیکو ناسیونال
۱۹۹۰:الیمپیا
۱۹۹۱:کولو-کولو
۱۹۹۲:سائوپائولو
۱۹۹۳:سائوپائولو
۱۹۹۴:ولز سارسفیلد
۱۹۹۵:گرمیو
۱۹۹۶:ریوپلاته
۱۹۹۷:کروزیرو
۱۹۹۸:واسکو دوگوما
۱۹۹۹:پالمیراس
۲۰۰۰:بوکا جونیورز
۲۰۰۱:بوکا جونیورز
۲۰۰۲:الیمپیا
۲۰۰۳:بوکا جونیورز
۲۰۰۴: once caldes 
۲۰۰۵:سائوپائولو
۲۰۰۶:اینترناسیونال
۲۰۰۷:بوکاجونیورز
۲۰۰۸:ال‌دی‌یو کیتو
۲۰۰۹:استودیانتس
۲۰۱۰:اینترناسیونال
۲۰۱۱:سانتوس
۲۰۱۲:کورینتیانس
۲۰۱۳:اتلتیکو مینیرو
۲۰۱۴:سن لورنسو آلماگرو
۲۰۱۵:ریورپلاته
۲۰۱۶:اتلتیکو ناسیونال
۲۰۱۷:گرمیو
۲۰۱۸:ریورپلاته
۲۰۱۹:فلامینگو
۲۰۲۰:پالمیراس
۲۰۲۱:پالمیراس
۲۰۲۲:فلامینگو

## گالری قهرمانان

### تا سال ۲۰۲۲
پرونده:قهرمانان جام لیبرتادورس.jpeg